# Ikšķile
Ikšķile (livisch: Ikškilā; deutsch Uexküll; schwedisch Yxkull) ist eine lettische Stadt an der Daugava (Düna), ca. 30 km stromaufwärts von Riga. Im Jahre 2022 zählte Ikšķile 7.392 Einwohner.

## Geschichte

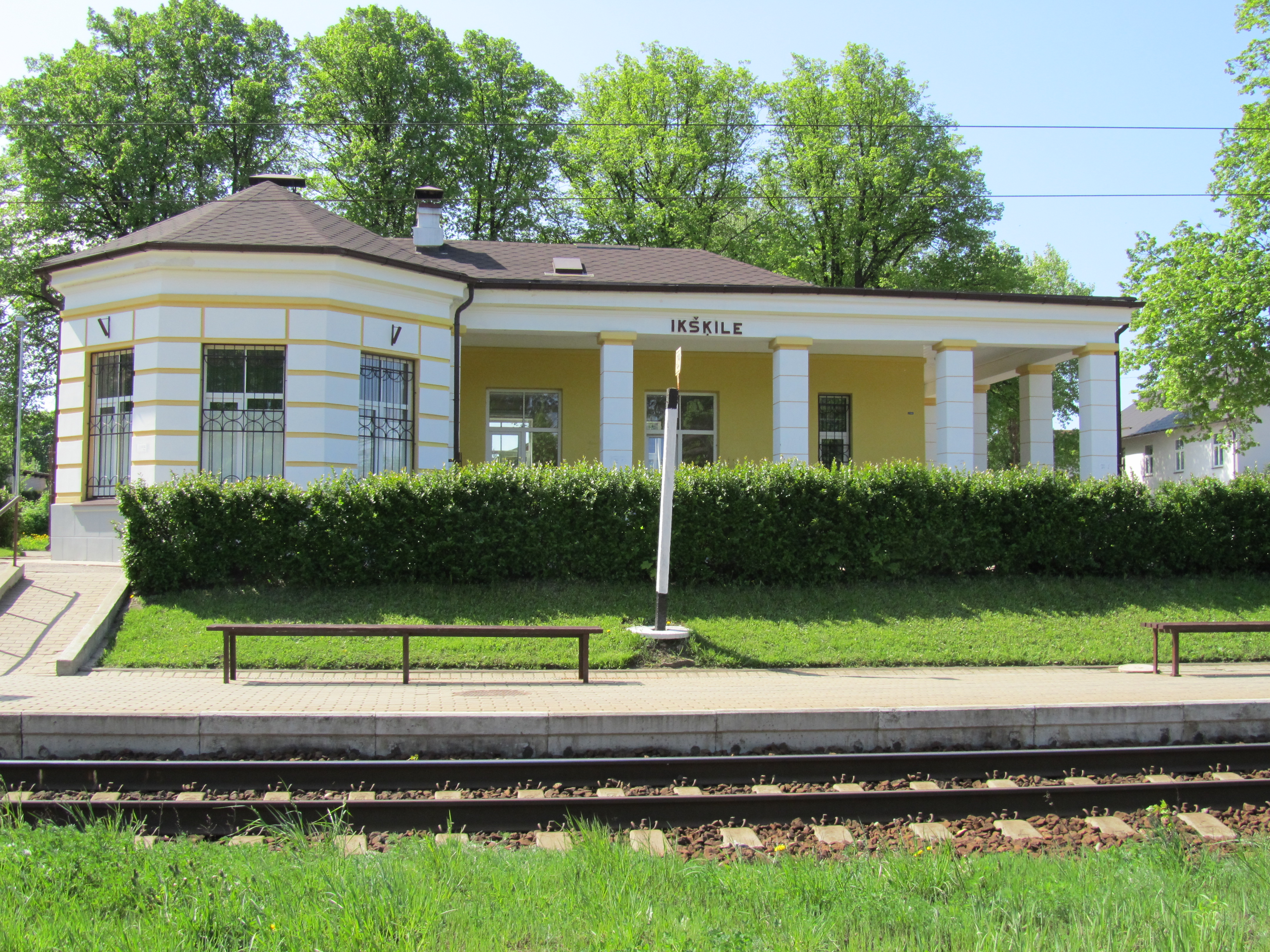
Bahnstation Ikšķile

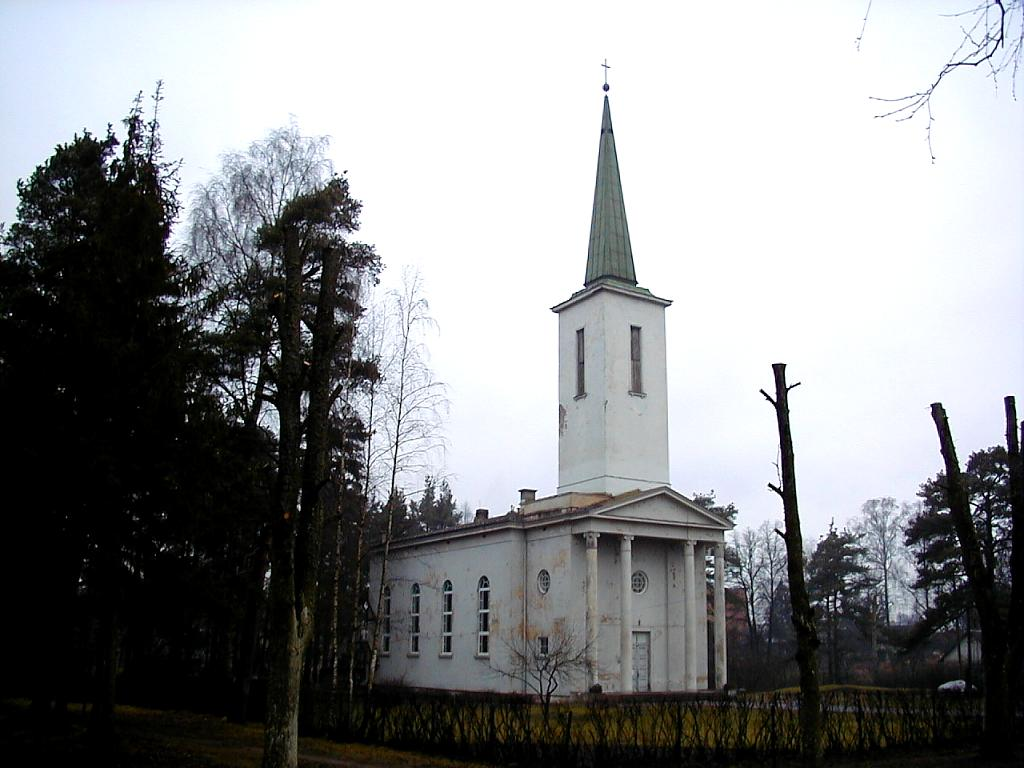
Evangelisch-Lutherische Kirche von Ikšķile

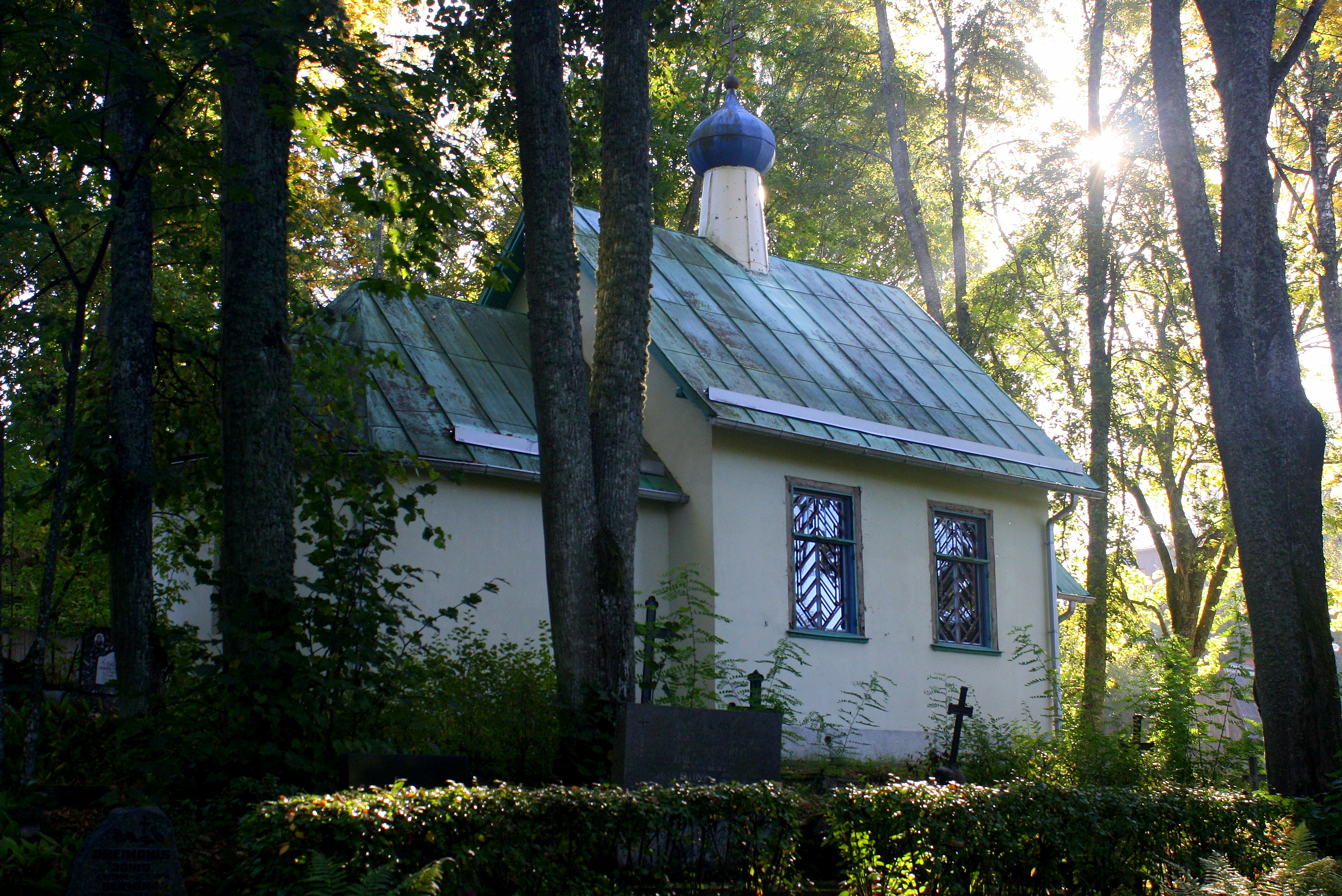
Orthodoxe Kirche

Die Geschichte des Ortes sowie der gesamten Umgebung ist mit der Ende des 12. Jahrhunderts einsetzenden Christianisierung durch die Bischöfe von Uexküll und Riga verbunden. Der Ort war einer der ersten Stützpunkte der Ritter des Schwertbrüderordens im Baltikum. Im Jahr 1185 wurde hier das erste steinerne Gebäude des Baltikums errichtet. Eine Bischofskirche und eine Burg folgten. Zum ersten Bischof von Livland wurde der Augustinerchorherr Meinhard von Segeberg ernannt, der von hier aus die Christianisierung des heutigen Lettland vorantrieb. Nach dem Tod seines Nachfolgers Berthold im Jahr 1198 wurde der Bischofssitz 1201 von Uexküll/Ikšķile nach Riga verlegt.
Der heutige Ort bildete sich um ein Landgut. Nach dem Bau der Eisenbahnlinie Riga – Dünaburg 1861, wurde Ikšķile vom benachbarten Ogre  überflügelt.
Im Ersten Weltkrieg fanden auf der sogenannten Todesinsel (lett: Nāves sala), welche der Stadt gegenüberliegt, schwere Kämpfe statt. Den beteiligten Lettischen Schützenregimentern wurde später ein Denkmal gewidmet.
Durch den Bau des Wasserkraftwerkes Riga in den 1970er Jahren stieg der Wasserspiegel der Düna. Die Insel, auf denen die historische Burg und die Kirche stehen, wurde deswegen künstlich erhöht und befestigt.
2004 vereinigte sich die Stadt mit der 5 Kilometer nordöstlich von Ikšķile gelegenen Landgemeinde Tīnūži zu einem gleichnamigen Verwaltungsbezirk mit 9888 Einwohnern (Stand 2020), der 2021 im Bezirk Ogre aufging.

## Ortsname
- Der Name Üxküll bedeutet in der livischen Sprache „Eindorf“ (üks: „ein“, küla: „Dorf“).
- Der Ort ist der Namensgeber des deutsch-baltischen Adelsgeschlechts derer von Uexküll. Im Jahr 1257 wurde der aus bremisch-oldenburgischen Landen stammende Ritter Johann von Bardewisch mit der Burg Uexküll belehnt, was den Erzbischof von Riga zur Änderung des Namens veranlasste.

## Verkehr
Die Station Ikšķile an der Eisenbahnstrecke von Rīga nach Daugavpils wurde 1863 eröffnet.

## Bauwerke
- Die Evangelisch-Lutherische Kirche von Ikšķile wurde von 1931 bis 1933 im neoklassizistischen Stil errichtet.[2]
- Ruine der Meinhardskirche: Die auf einer kleinen Insel in der Daugave gelegene Kirche wurde um 1184/1185 unter der Leitung gotländischer Steinmetze aus Kalkstein im romanischen Stil erbaut und von dem katholischen Prediger Meinhard von Segeberg geweiht. Sie wurde möglicherweise an Stelle einer Holz- oder Steinkirche errichtet. 1186 wurde sie Bischofskathedrale, als Meinard zum Bischof ernannt wurde. 1202 wurde sie nach der Verlegung der Bischofsresidenz nach Riga zur Pfarrkirche des Rigaer Doms. Sowohl Meinard als auch Berthold, die ersten beiden Bischöfe von Livland, waren in der Ikšķile-Kirche begraben. Bertholds Asche wurde im 14. Jahrhundert in die Domkirche in Riga überführt. Die Kirche war 22 × 11 m groß. Sie wurde im Ersten Weltkrieg zerstört und ist als Ruine gesichert.
- Die orthodoxe Heiliggeistkirche wurde 1936 erbaut.

## Persönlichkeiten
- Kārlis Balodis (1905–1972), Fußballspieler
- Nora Ikstena (* 1969), Schriftstellerin, hat in Ikšķile ihren privaten Wohnsitz
- Deniela Konstantinova (* 2005), Beachvolleyballspielerin